# Sixaxis
O Controlador Sem-Fios de Seis Eixos (SCPH-98040/CECHZC1) (registrado "SIXAXIS") era o oficial joystick para o Sony PlayStation 3 para lançamento até 2008 quando foi sucedido pelo DualShock 3.
No Japão, individuais controles Sixaxis eram disponíveis para compra simultaneamente com o lançamento do console, sem um USB para o mini cabo USB. A palavra "Sixaxis" (contração de "seis eixos" para movimentos direcionais) é um palíndromo. Controles Sixaxis também podem ser usados no PSP Go usando Bluetooth e pode ser conectado pelo registrar do sistema e do controle no PS3.

## História

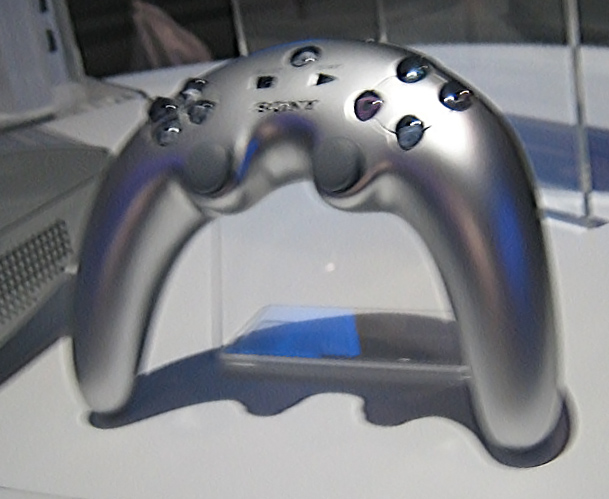
Controle "boomerang" apresentado na E3 de 2005.

Na E3 em 2005, a Sony demonstrou o design do bumerangue para o controle do PlayStation 3. Acompanhado por muito criticismo, muitos pela sua aparência, esse design foi mais tarde abandonado. Sony depois estatou que o controle original "era muito claramento designado como um conceito de desenho, e nunca foi intencionado a ser o controle final, apesar do que todo mundo dizia".
Ao contrário do DualShock 2 a função rumble (motores de vibração para efeitos em jogos) foi removida, provavelmente por falta de espaço já que esse novo controle possui sensor de movimentos, e uma bateria interna. O problema foi resolvido com o lançamento do controle DualShock 3, que agora possui os rumbles (embora sites renomados digam que não é a mesma qualidade dos rumbles do DualShock 2), trazendo de volta esse efeito tão adorado por jogadores.